# Harle (fleuve)
 (avril 2025).
La Harle est un fleuve côtier de l'arrondissement de Wittmund en Frise orientale. Elle s'écoule en totalité sur le territoire de la ville de Wittmund et se déverse dans la mer du Nord via le polder de Harlesiel. Du point de vue de la classification allemande des cours d'eau, c'est un ruisseau marécageux.
Il se forme de la réunion de deux ruisseaux du quartier de Willen, les « fosses » nord et sud, issus du trop-plein des tourbières locales.
La Harle s'écoule à l'est du centre-ville et méandre en direction du Nord. Elle draine le polder de Carolinensiel et se déverse, via une station de pompage et un vannage, dans le polder de Harlesiel et de là, dans la mer du Nord. Au Moyen âge, elle se déversait dans une baie (dite Harlebucht) par le polder d'Altfunnix, asséché progressivement à partir de 1550.
L'exutoire de la Harle est la Carolinensieler Balje, qui forme un bras de mer méridional séparant les îles frisonnes de Spiekeroog et de Wangerooge.
La Harle jusqu'à l'aval de Neufunnixsiel est classée par la Directive habitats comme zone naturelle protégée du Murin des marais de la région de Wilhelmshaven.
La Harle accueille de nombreux adeptes du canoë et de l'aviron. Des coches d'eau peuvent être loués à Harlesiel pour se rendre à l'île de Wangerooge.

## Voir également
- Description de la Harle (PDF; 117 kB)